# 第八しんこう丸行方不明事件
第八しんこう丸行方不明事件（だいはちしんこうまるゆくえふめいじけん）は、2020年（令和2年）12月22日、和歌山県西牟婁郡すさみ町南西沖30 km付近で発生した活魚運搬船の行方不明事件。この事故により乗組員6名全員が行方不明となった。なお船体については、事件発生から約4年後の2024年3月8日にすさみ町の南西約30キロ沖合の海底に沈んでいるのを発見されている。

## 事件概要
愛媛県宇和島市の水産会社「戸田水産」所属の大型活魚運搬船「第八しんこう丸（199トン）」は、2020年（令和2年） 12月22日の12時ごろ養殖ブリを積載し、愛媛県南宇和郡愛南町を三重県尾鷲市に向けて出港した。予定では四国南側を経由し23日の15時ごろ尾鷲港に入港予定であった。しかし、22日13時ごろの電話での業務連絡を最後に音信不通となった。その後、22日19時30分ごろ、室戸岬西方沖において約10ノットで東進する住宝丸活魚運搬社の活魚運搬船「第8勝宝丸」の乗組員によって目撃されたのを最後に行方不明となった。第8勝宝丸の乗組員によれば、室戸岬を通過する2時間前に第八しんこう丸を追い抜いた際、天候は良く、船に異常がある様子はなかったと語っている。
23日の入港予定時刻を過ぎても連絡がないため、23日19時30分ごろ戸田水産が宇和島海上保安部に通報した。第5管区海上保安本部などが23日夜から巡視船や航空機で捜索を開始。測量船が海底調査を実施し、24日朝に航空機が和歌山県西牟婁郡すさみ町沖合で燃料と思われるA重油が幅50 m、長さ東西約3 kmに渡って浮いているのを発見した。現場海域には救命胴衣など一切無く、救難信号も一切発していなかった。
海事補佐人の鈴木邦裕によれば、行方不明となった海域である紀伊水道は大阪や神戸に入港する大型船の航路となり交通量が多く、当日の天候が穏やかだったことから「衝突以外あり得ない」と事故の可能性を指摘している。また、第八しんこう丸に搭載されたAISの情報から行方不明10日前から電源が落とされていたことが判明しているが、第八しんこう丸は総トン数が199トンであることから搭載義務船舶には該当しない。
2022年2月、海洋研究開発機構がすさみ町沖の海底調査中に船舶らしき物体を発見。2024年2月、第五管区海上保安本部などが水中カメラを備える遠隔操作型無人潜水機で海底を調査し、船体に書かれた船名などから第八しんこう丸と特定した。行方不明の6人の安否は依然わかっていない。船体は水深約1500メートルの深海に沈んでおり、引き揚げは技術的に難しいとしている。

## 当日の天候
当日の海況は穏やかであった。
- 天気概況：くもりまたは晴れ[1]
- 海面気圧：1021.3 - 1026.6 hPa[1]
- 気温：7.3 - 11.3 ℃[1]
- 風向風速：北西から南西にかけて0.6 - 12.1 m/s[1]
- 波高：0.3 - 0.5 m（土佐湾）波高：0.3 - 0.7 m（紀伊水道）[1]